# Navicella spaziale Apollo

Il modulo lunare (LM) e il modulo di comando e servizio (CSM) una volta agganciati
I - Lunar module descent stage; II - Lunar module ascent stage; III - Command module; IV - Service module.
1 LM descent engine skirt; 2 LM landing gear; 3 LM ladder; 4 Egress platform; 5 Forward hatch; 6 LM reaction control system quad; 7 S-band inflight antenna (2); 8 Rendezvous radar antenna; 9 S-band steerable antenna; 10 Command Module crew compartment; 11 Electrical power system radiators; 12 SM reaction control system quad; 13 Environmental control system radiator; 14 S-band steerable high gain antenna; 15 Nozzle extension; 16 Docking window; 17 VHF antenna; 18 Docking target; 19 LM overhead hatch; 20 CSM combined tunnel hatch; 21 Viewing windows; 22 Aft heatshield

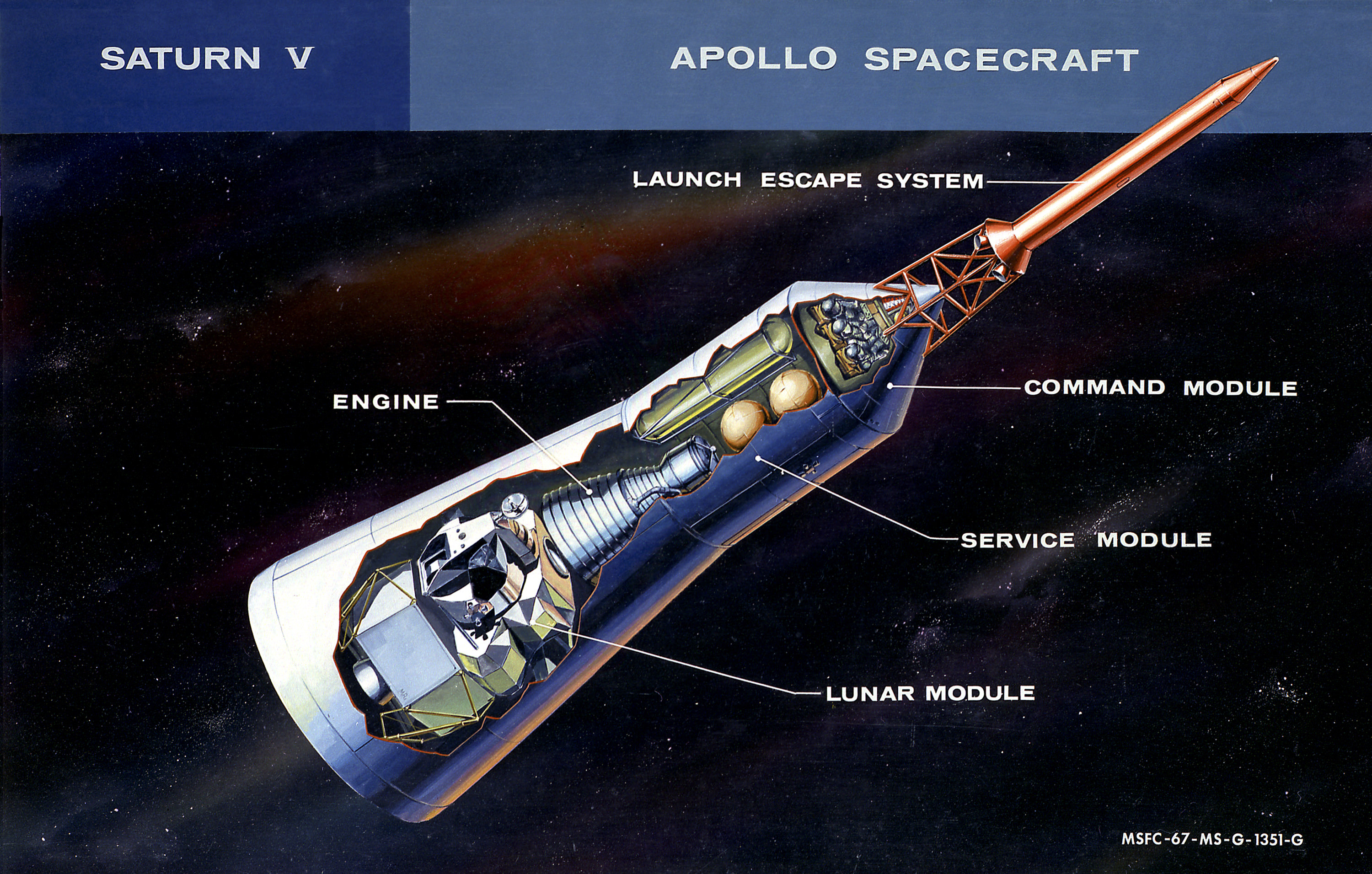
Diagramma dell'intera navicella spaziale Apollo, con i tre moduli: comando, servizio e lunare

La navicella spaziale Apollo fu progettata come parte del Programma Apollo, dagli Stati Uniti fin dai primi anni 60 allo scopo di portare l'uomo sulla Luna prima del 1970 e farlo ritornare in sicurezza sulla Terra. Questo obiettivo fu intrapreso dal Presidente Kennedy dopo i primi voli del Programma Mercury. La navicella spaziale fu costruita in una serie di unità o stadi che, lavorando insieme, permettevano il raggiungimento di quell'obbiettivo. I componenti principali della navicella Apollo erano (partendo dall'alto) il Launch Escape System (LES), il modulo di comando e servizio (CM e SM), il modulo lunare (LM) e l'adattatore del modulo lunare (SLA). Tutti questi stadi erano posti sulla sommità del veicolo di lancio.
Il principio della missione era il rendezvous in orbita lunare: un razzo avrebbe lanciato la navetta verso la Luna. La navetta avrebbe poi volato nell'orbita lunare. Una piccola porzione di essa si sarebbe staccata per atterrare sulla Luna e per poi ritornare in orbita. Infine un'altra parte della navetta avrebbe fatto ritorno sulla Terra.
Nel programma Apollo i veicoli di lancio che hanno portato la navicella sono stati il Little Joe II, il Saturn I, il Saturn IB, e il Saturn V.

## Launch Escape System

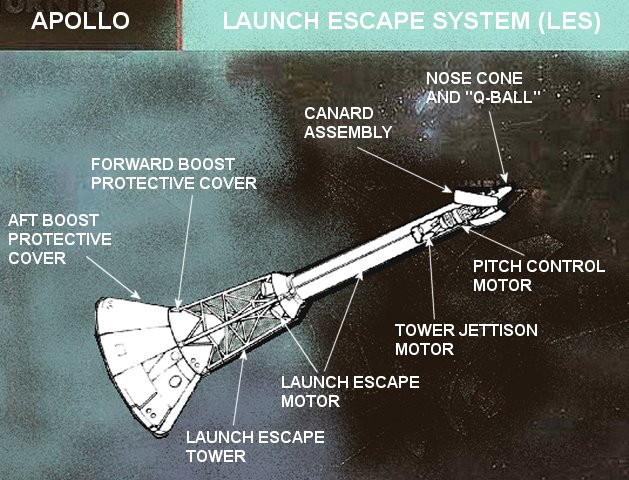
Navicella spaziale Apollo: Apollo Launch Escape System.

Il Launch Escape System (LES) dell'Apollo era costituito da una torre posta sopra il modulo di comando (il quale conteneva la cabina dell'equipaggio) e serviva per allontanarlo dal resto del razzo durante il lancio, nel caso si fosse verificata una situazione di emergenza.
Le emergenze prese in considerazione per questo sistema potevano essere, ad esempio, un incendio sulla rampa di lancio, l'esplosione del veicolo di lancio o il mancato controllo della traiettoria di ascesa.

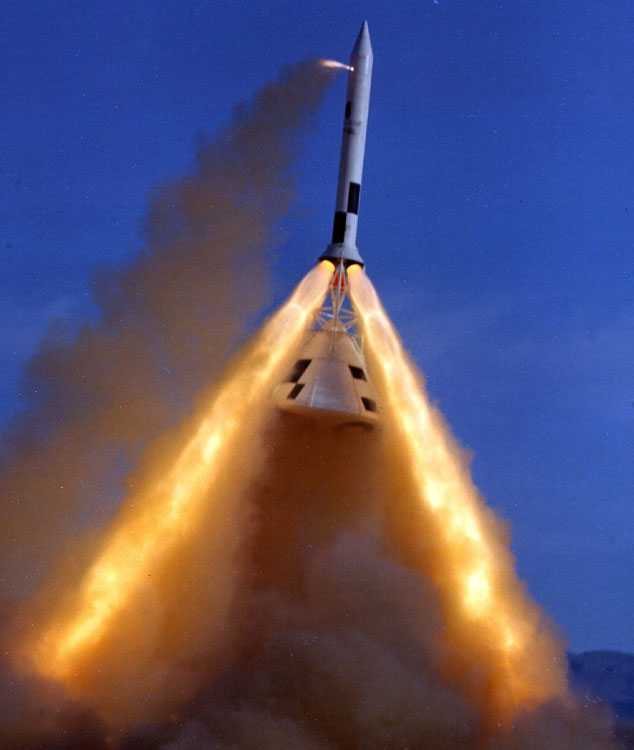
Pad Abort Test, viene mostrato il motore di imbardata e il motore di fuga in funzione (NASA)

Il Launch Escape System era progettato per entrare in funzione in modo automatico (gli eventi in caso di emergenza potevano essere talmente veloci da superare il tempo di reazione umano), oppure poteva essere comandato dal comandante della navetta o dal centro di controllo a terra. In caso di attivazione, si sarebbe acceso un motore a combustibile solido che avrebbe allontanato il solo modulo di comando dal veicolo di lancio in un lasso di tempo molto breve. Il Launch Escape System sarebbe poi stato espulso e il modulo di comando sarebbe potuto atterrare grazie ai suoi paracadute, portando in salvo gli astronauti.
Nel caso che l'emergenza si fosse verificata prima del decollo, e cioè con il razzo ancora fermo sulla rampa da lancio, il Launch Escape System sarebbe stato comunque in grado di portare il modulo di comando (con l'equipaggio) ad una altezza sufficiente affinché potesse atterrare tranquillamente fuori dalla zona di pericolo. Durante tutto il programma Apollo fortunatamente non si verificò mai il bisogno di utilizzarlo.
Il LES sarebbe poi stato comunque espulso dal modulo di comando, una volta che il complesso fosse arrivato in orbita, perché non più utile.
Lo sviluppo di tale sistema fu molto complesso, vista la sua importanza per la sicurezza dell'equipaggio in una delle fasi più rischiose dell'intera missione (il lancio). Infatti furono ben sei i test che simularono il funzionamento del LES, sia nel caso fosse stato utilizzato da terra che durante i primi minuti del volo.

### Caratteristiche
- Altezza totale: 10.2 m
- Diametro: 0.66 m
- Massa Totale: 4,170 kg
- Spinta: 689 KN

### Abort Tests
- Pad Abort Test-1 - Launch Escape System (LES) test di aborto dalla torre di lancio.
- Pad Abort Test-2 - LES test di aborto con una capsula Apollo simile a quelle del Block-I.
- Little Joe II- LES test in volo.

## Modulo di comando e servizio

### Modulo di comando

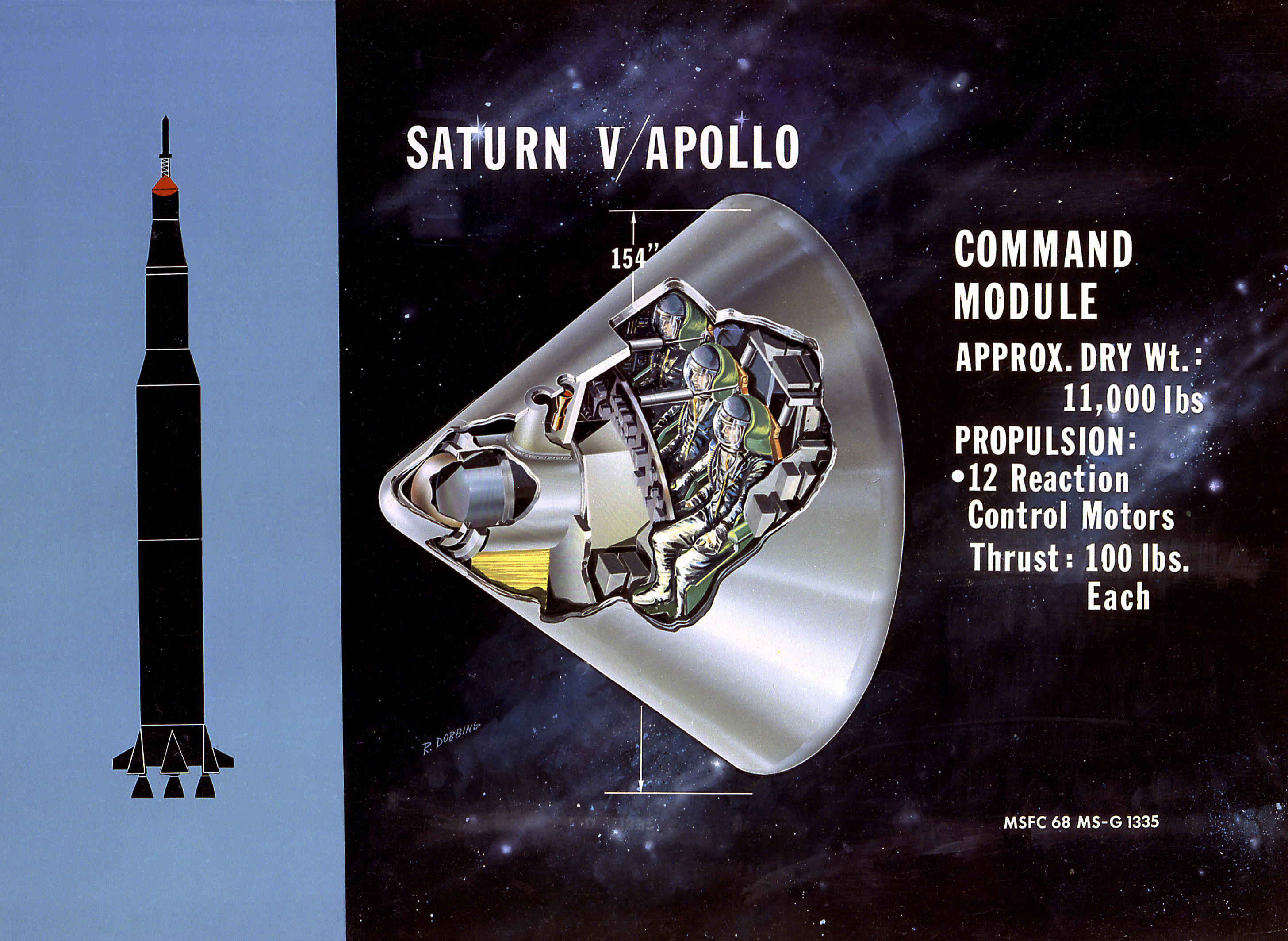
Diagramma del modulo di comando della navicella Apollo

Il modulo di comando (CM) era il centro di controllo della navicella Apollo e la zona dove risiedevano gli astronauti. Comprendeva una cabina dell'equipaggio pressurizzata, i sedili degli astronauti, pannelli di controllo e strumentazione, i sistemi ottici ed elettronici di guida e navigazione, I sistemi di comunicazione, I sistemi di assetto, batterie, scudo termico, il reaction control system, il portellone per il rendezvous, il portellone di ingresso, cinque finestre e il sistema di atterraggio formato da tre paracadute.

### Specifiche
- Equipaggio: 3
- Volume cabina equipaggio: 6.17 m³
- Lunghezza: 3.47 m
- Diametro: 3.90 m
- Massa: 5,806 kg
- Peso della struttura: 1,567 kg
- Peso dello scudo termico: 848 kg
- Peso del sistema RCS: 400 kg
- Peso dell'equipaggiamento di rientro: 245 kg
- Peso del sistema di navigazione: 505 kg
- Peso del sistema di telemetria: 200 kg
- Peso del sistema elettrico: 700 kg
- Peso del sistema di comunicazione: 100 kg
- Peso del sistema di guida: 200 kg
- RCS Spinta: 12 x 420 N
- RCS propellente: N2O4/UDMH
- RCS propellente del motore: 75 kg
- RCS Impulso specifico Isp: 290 s (2.84 kN•s/kg)
- RCS Impulso: 257 kN•s
- Batterie del sistema elettrico: 20.0 kW•h, 1000 A•h

### Modulo di servizio

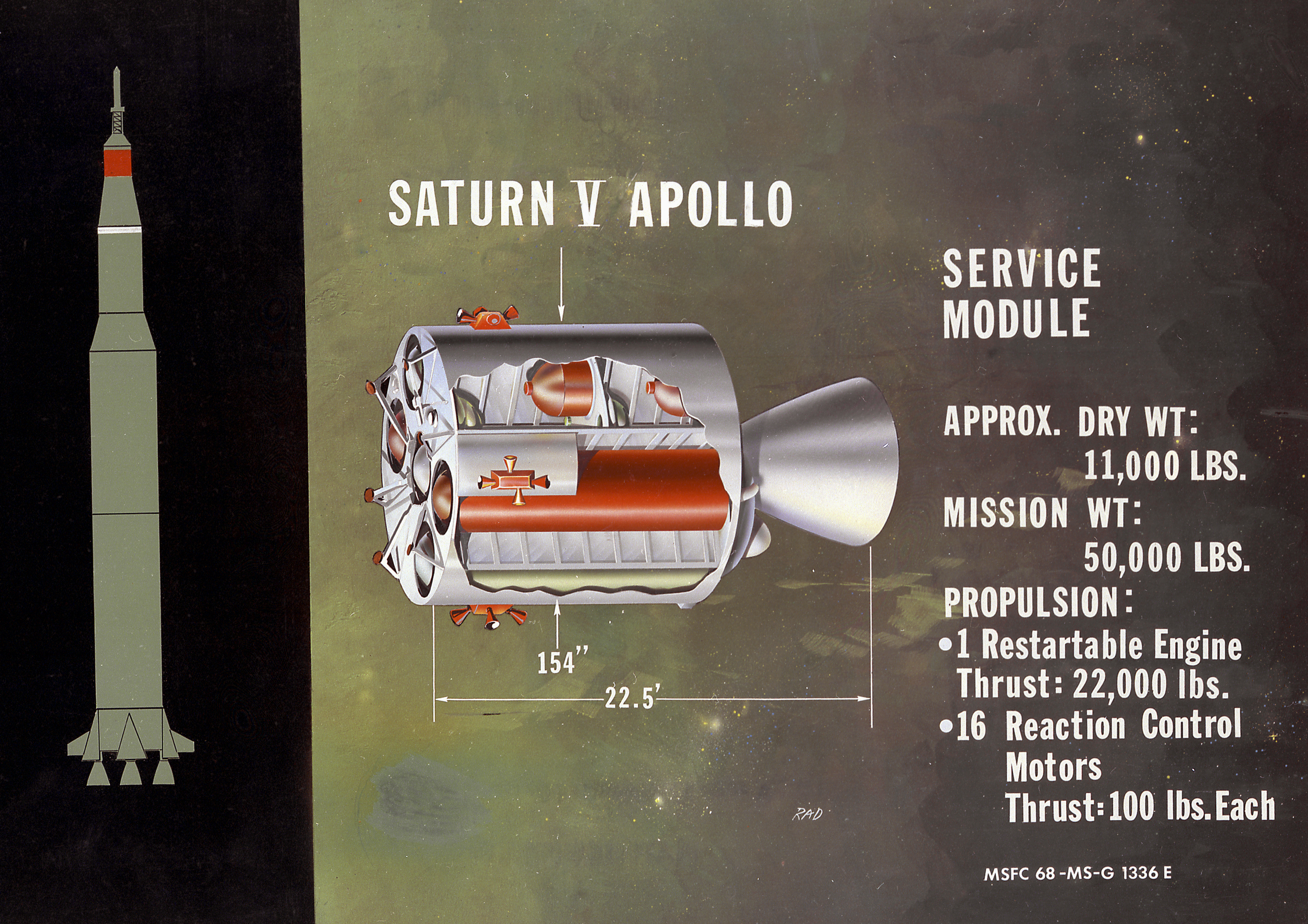
Diagramma del modulo di servizio della navicella Apollo

Il modulo di servizio (SM) era una parte della navicella non pressurizzata, contenente le celle a combustibile, antenna ad alto guadagno, radiatori, acqua, ossigeno, idrogeno, reaction control system e propellente per entrare e uscire dall'orbita lunare e il sistema di propulsione di servizio. Su Apollo 15, 16 e 17 venne fornito inoltre di strumentazioni scientifiche, fotocamere per la mappatura e un piccolo satellite per lo studio della Luna.
Una grande parte del modulo di servizio era occupata dai serbatoi di propellente e dal motore a razzo principale che poneva la navicella Apollo dentro e fuori dall'orbita lunare. Il motore principale era anche usato per le correzioni di traiettoria ‘'in corsa'’ tra la Terra e la Luna. Era infatti capace di molteplici accensioni. Durante la missione Apollo 13, un serbatoio di ossigeno esplose a causa della scintilla generata da un cavo difettoso.
Durante il volo il modulo di servizio rimaneva attaccato al modulo di comando per poi essere sganciato poco prima del rientro nell'atmosfera terrestre

### Specifiche
- Lunghezza:: 7.56 m
- Diametro: 3.90 m
- Massa: 24,523 kg
- Peso della struttura: 1,910 kg
- Peso dell'equipaggiamento elettrico: 1,200 kg
- Spinta RCS: 16 × 440 N
- Propellente: N2O4/UDMH
- RCS impulse specificosp: 290 s (2.84 kN•s/kg)
- RCS impulso 3,517 kN•s
- Peso Service Propulsion Engine (SPS): 3,000 kg
- SPS Spinta del motore: 98 kN
- SPS Propellente del motore: N2O4/Aerozina 50 (UDMH/N2H4)
- SPS peso del propellente: 18,413 kg
- SPS impulse specifico del motore Isp: 314 s (3.08 kN•s/kg)
- Delta-V della navicella: 2.804 km/s
- Sistema elettrico: Celle a combustibile
- Sistema elettrico: media 6.30 kW, 670 kW•h

## Modulo lunare

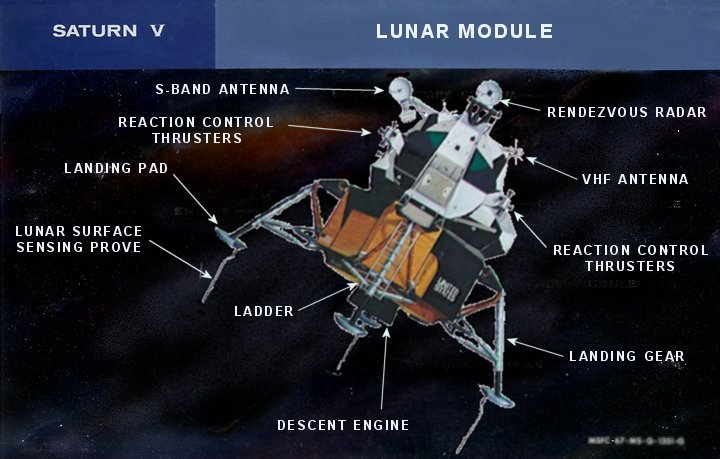
Diagramma del modulo lunare della navicella Apollo

Il modulo lunare (LM) era una parte della navicella Apollo che atterrava sulla Luna per poi ritornare in orbita lunare. Era diviso in due parti principali, il Modulo di Discesa e il Modulo di Ascesa. Era progettato specificatamente per volare nello spazio. Era in grado di mantenere in vita due astronauti per un totale di quattro giorni. La navicella era progettata e costruita dalla Grumman Aircraft Company.
Il modulo di discesa comprendeva le gambe di atterraggio, una antenna radar utile per l'avvicinamento al suolo lunare, il motore a razzo per la discesa e il combustibile per scendere sulla Luna. Esso prevedeva anche dello spazio per contenere la strumentazione scientifica ALSEP, il rover (un veicolo a ruote usata nelle missioni: Apollo 15, 16 e 17) e altri strumenti scientifici.
Il modulo di ascesa conteneva la cabina dell'equipaggio, i pannelli della strumentazione, un portellone posto sul tetto per l'attracco con il modulo di comando, un portellone laterale, il sistema ottico e elettronico di guida e navigazione, il sistema RCS, radar e antenne di comunicazione, il motore a razzo per l'ascesa e il carburante per il ritorno in orbita e per il rendezvous con il modulo di comando e servizio dell'Apollo.

### Specifiche

#### Modulo di Ascesa
- Equipaggio: 2
- Volume cabina equipaggio: 6.65 m³
- Altezza: 3.54 m
- Diametro: 4.27 m
- Peso modulo di ascesa: 4,547 kg
- Propellente motore di ascesa: 2,358 kg
- RCS Spinta: 16 × 440 N
- RCS Propellente: N2O4/UDMH
- RCS Impulso Specifico Isp: 290 s (2.84 kN•s/kg)
- Spinta motore di ascesa: 16 kN
- Propellente motore di ascesa: N2O4/Aerozina 50 (UDMH/N2H4)
- Motore di Ascesa Isp: 311 s (3.05 kN•s/kg)
- Delta-V motore di ascesa: 2.22 km/s
- Batterie elettriche: 28-32V; due 296 A-h, 56.7 kg ognuna

#### Modulo di discesa
- Altezza: 2.83 m
- Diametro: 4.21 m
- Peso stadio di discesa: 10,149 kg
- Propellente motore di discesa: 8,165 kg
- Impulso motore di discesa: 44 kN
- Propellente motore di discesa: N2O4/Aerozina 50 (UDMH/N2H4)
- Impulso specifico del motore di discesa Isp: 311 s (3.05 kN•s/kg)
- Batterie: 28-32V; quattro (Apollo 9-14) o cinque (Apollo 15-17) 415 A-h; 61.2 kg ognuna

## Adattatore del modulo lunare alla navicella

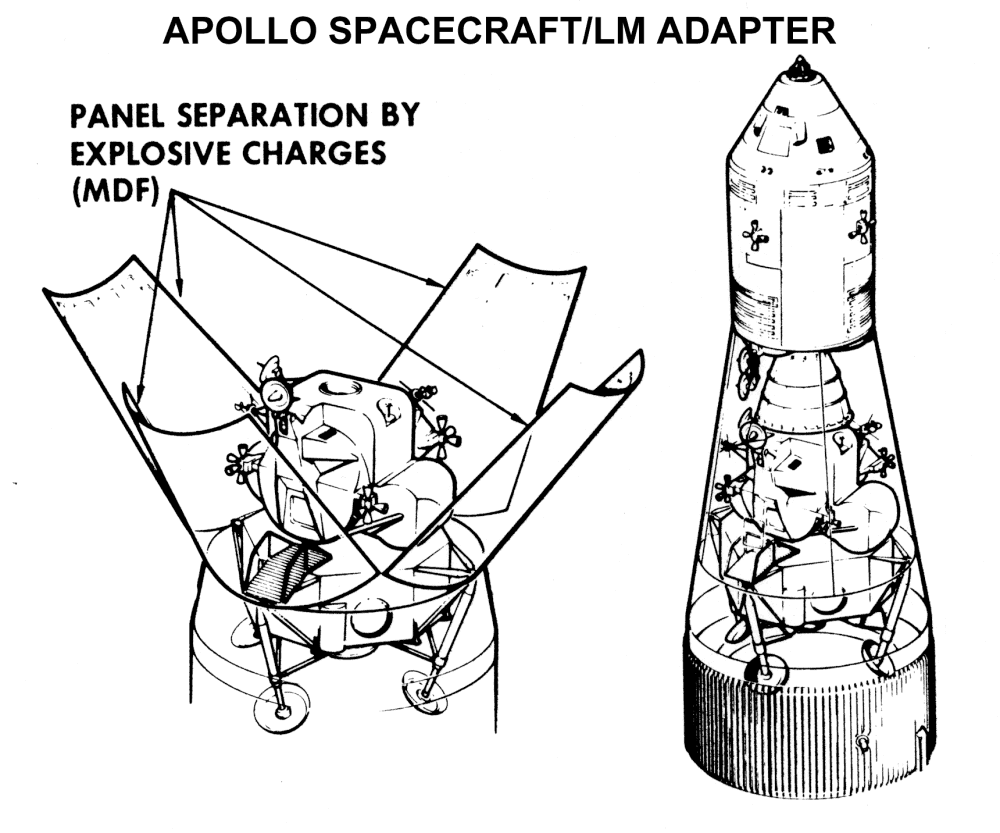
Diagramma dell’Apollo SLA

L'adattatore per il modulo lunare (SLA) era una struttura conica in alluminio che supportava il modulo di servizio in cima al razzo Saturno V. Esso conteneva e proteggeva il modulo lunare e il motore Service Propulsion System del modulo di servizio.
L'SLA era composto da quattro pannelli lunghi 2,1 m (7 piedi) posti sopra l'unità strumentale in cima al razzo Saturno V. I suoi pannelli si aprivano come i petali di un fiore.
Una volta nello spazio, gli astronauti premevano il pulsante “CSM/LV Sep” sul pannello di controllo per separare il modulo di comando e servizio dal veicolo di lancio.
Il modulo lunare era connesso con l'SLA in quattro punti intorno ai pannelli posti in basso. Dopo che gli astronauti avevano agganciato il CSM al LEM, quest'ultimo veniva privato dei suoi agganci con l'SLA per poi essere estratto e continuare il viaggio verso la Luna.

### Specifiche
- Altezza: 8.5 m (28 ft)
- Diametro cima: 3.9 m (12 ft 10 in) Termine del modulo di servizio
- Diametro della base: 6.6 m (21 ft 8 in) S-IVB end
- Peso: 1,837 kg (4,050 lb)
- Volume: 190 m³ (6,700 ft³),  140 m³ (5,000 ft³) effettivamente usato.

## Modalità di aborto
- Pad Abort Test-1 - Launch Escape System (LES) test di aborto dalla torre di lancio.
- Pad Abort Test-2 - LES test di aborto con una capsula Apollo simile a quelle del Block-I.

## Attuale locazione dei moduli
- AS-202 modulo di comando - USS Hornet, Alameda, California
- Apollo 1 modulo di comando - Langley Research Center, Hampton (Virginia)
- Apollo 5 modulo lunare – Bruciato nell'atmosfera terrestre
- Apollo 6 modulo di comando - Fernbank Science Center, Atlanta, Georgia
- Apollo 7 modulo di comando - Frontiers of Flight Museum, Dallas (Texas)
- Apollo 8 modulo di comando - Museum of Science and Industry (Chicago), Chicago (Illinois)
- Apollo 9 modulo di comando "Gumdrop" - San Diego Aerospace Museum, San Diego (California)
- Apollo 9 modulo lunare "Spider" – Bruciato nell'atmosfera terrestre
- Apollo 10 modulo di comando "Charlie Brown" - Science Museum, Londra, Inghilterra
- Apollo 10 modulo lunare "Snoopy" – Stadio di discesa espulso e fatto schiantare sulla Luna in un punto sconosciuto. Il modulo di ascesa lasciato in orbita eliocentrica
- Apollo 11 modulo di comando "Columbia" - National Air and Space Museum, Washington
- Apollo 11 modulo lunare "Eagle" – Modulo di discesa sulla Luna; modulo di ascesa espulso dal Columbia il 21 luglio, 1969 alle 23:41 UT, punto di impatto sconosciuto
- Apollo 12 modulo di comando "Yankee Clipper" - Virginia Air and Space Center, Hampton (Virginia)
- Apollo 12 modulo lunare "Intrepid" – Modulo di discesa sulla Luna; modulo di ascesa ha impattato sulla Luna il 20 novembre, 1969 alle 22:17:17.7 UT in 3.94 S, 21.20 W
- Apollo 13 modulo di comando "Odyssey" - Kansas Cosmosphere and Space Center, Hutchinson (Kansas)
- Apollo 13 modulo lunare "Aquarius" – Bruciato nell'atmosfera terrestre il 17 aprile, 1970
- Apollo 14 modulo di comando "Kitty Hawk" - Astronaut Hall of Fame, Titusville (Florida)
- Apollo 14 modulo lunare "Antares" - Modulo di discesa sulla Luna; modulo di ascesa ha impattato sulla Luna il 7 febbraio, 1971 alle 00:45:25.7 UT in 3.42 S, 19.67 W
- Apollo 15 modulo di comando "Endeavor" - National Museum of the United States Air Force, Wright-Patterson Air Force Base, vicino Dayton (Ohio)
- Apollo 15 modulo lunare "Falcon" - Modulo di discesa sulla Luna; modulo di ascesa ha impattato sulla Luna il 4 agosto, 1971 alle 03:03:37.0 UT in 26.36 N, 0.25 E
- Apollo 16 modulo di comando "Casper" - U.S. Space & Rocket Center, Huntsville (Alabama)
- Apollo 16 modulo lunare "Orion" - Modulo di discesa sulla Luna; modulo di ascesa fu sganciato il 24 aprile, 1972, perse il controllo e non fu possibile guidarlo verso l'obiettivo. Il punto di impatto rimane perciò sconosciuto.
- Apollo 17 modulo di comando "America" - NASA Johnson Space Center, Houston (Texas)
- Apollo 17 modulo lunare "Challenger" - Modulo di discesa sulla Luna; modulo di ascesa ha impattato sulla Luna il 15 dicembre, 1972 alle 06:50:20.8 UT in 19.96 N, 30.50 E
- Apollo-Soyuz modulo di comando - California Science Center, Los Angeles
- Apollo-Soyuz modulo di comando - Kennedy Space Center, Merritt Island (Florida)
- Skylab 2 / Crew 1 modulo di comando - National Museum of Naval Aviation, Pensacola (Florida)
- Skylab 3 / Crew 2 modulo di comando - NASA John H. Glenn Research Center at Lewis Field, Cleveland (Ohio)
- Skylab 4 / Crew 3 modulo di comando - National Air and Space Museum, Washington

Note 1: Il modulo di servizio della navicella Apollo veniva espulso prima del rientro verso la Terra, così che tutti sono bruciati nell'atmosfera terrestre.
Note 2: Le orbite lunari sono generalmente instabili, così che le navicelle espulse in orbita talvolta impattavano sul suolo lunare. Spesso, il punto di impatto, rimaneva sconosciuto.

## Galleria d'immagini

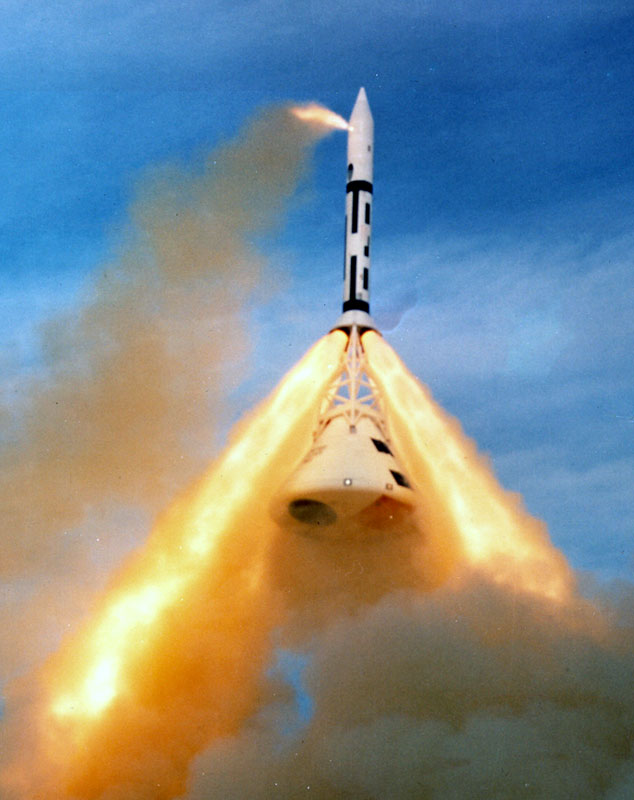
Test sistema di salvataggio
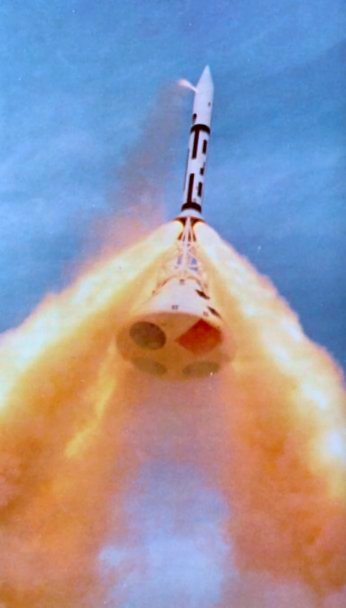
Test sistema di salvataggio
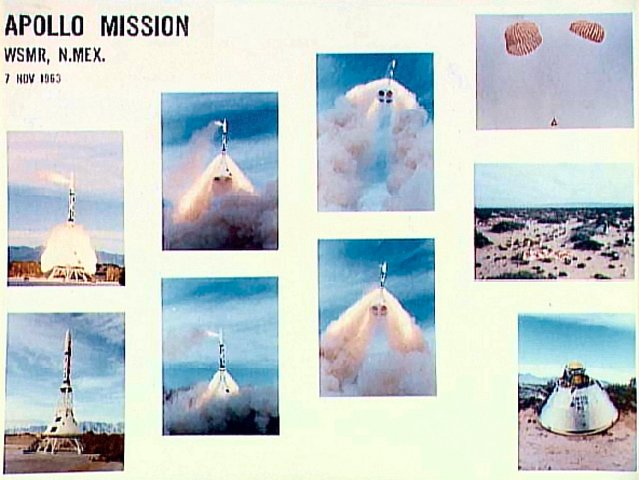
Immagini dei test del sistema di salvataggio
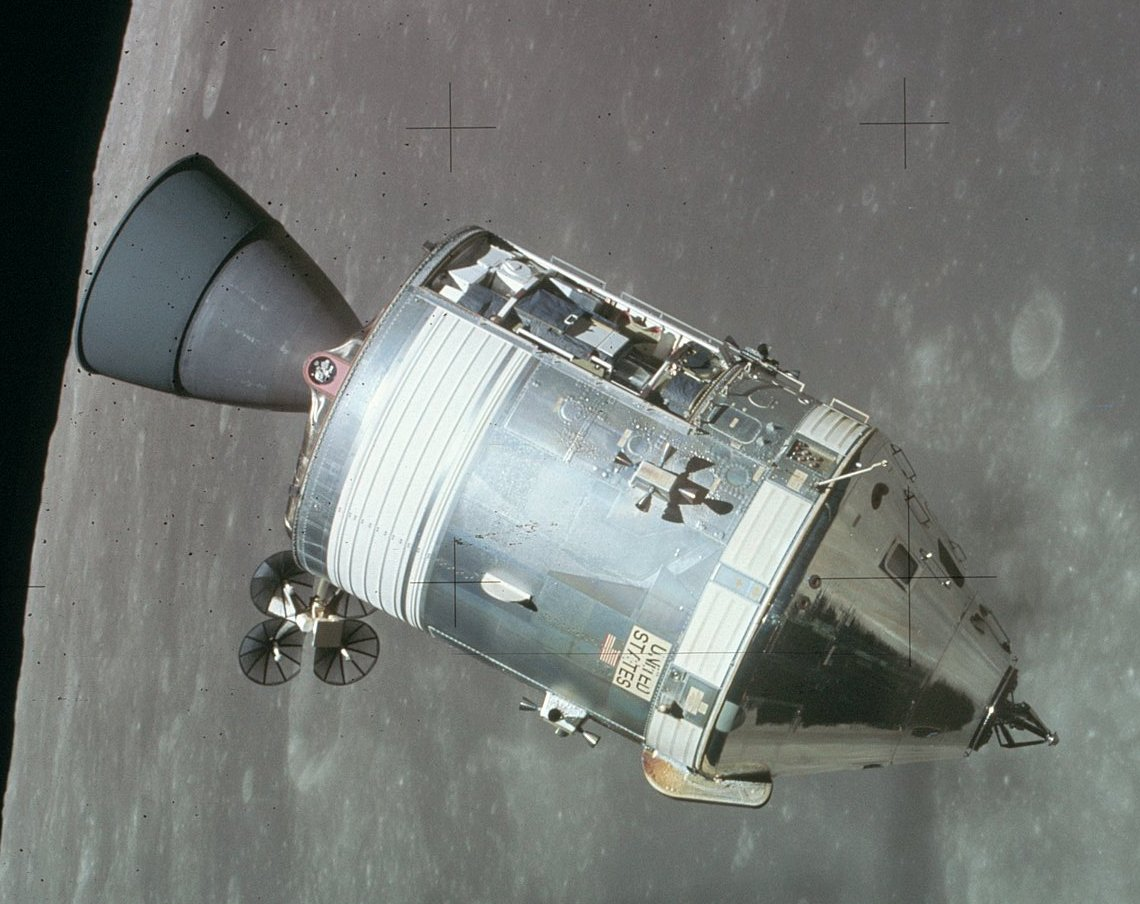
Modulo di Comando/Servizio in orbita lunare
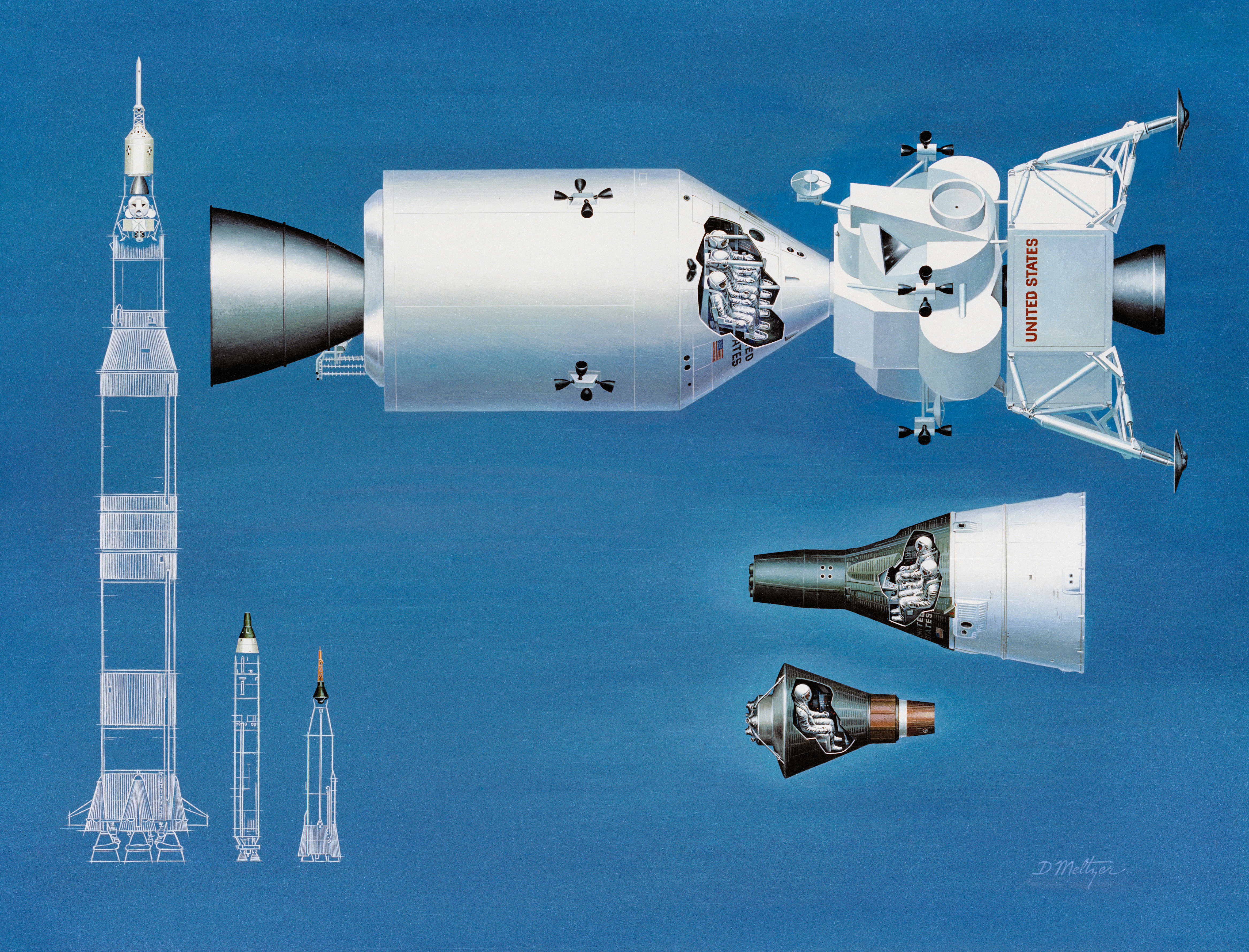
Comparazione tra Apollo, Gemini e Mercury
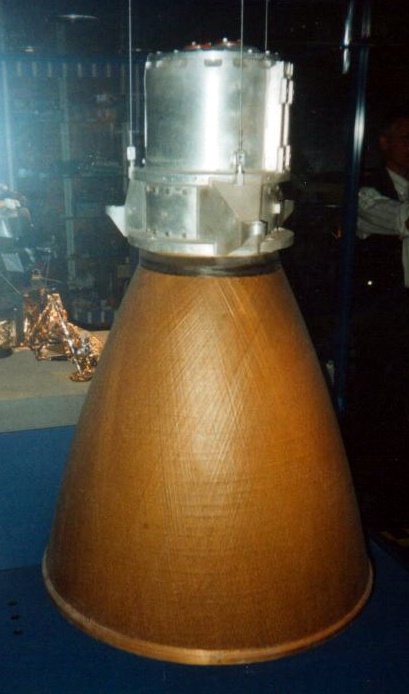
Motore di ascesa del Modulo Lunare
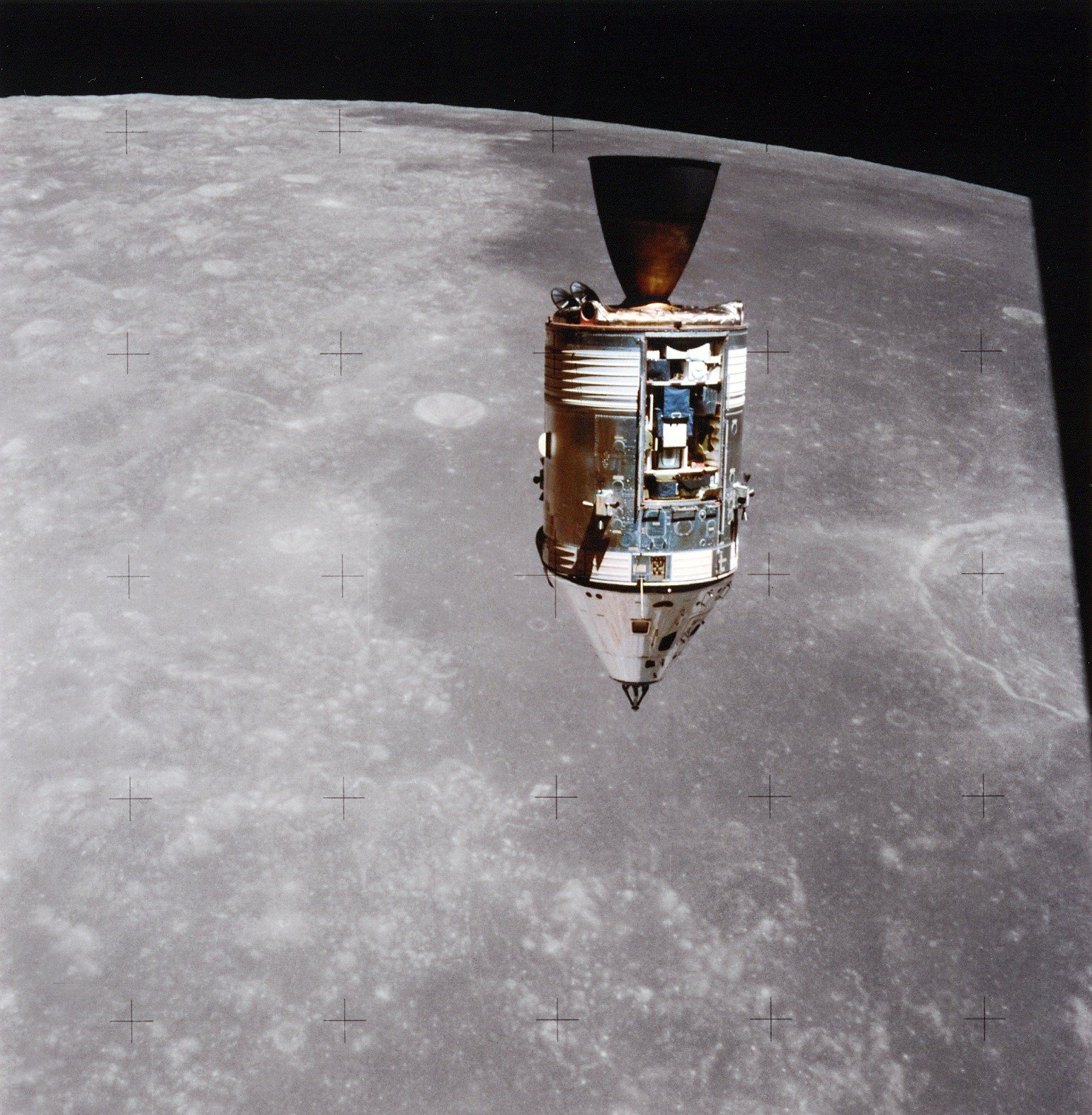
Modulo di Comando/Servizio (Apollo 15)